# Mandy Bruno
Mandy Bruno (Phoenix, 20 settembre 1981) è un'attrice statunitense.
Nota in Italia per l'interpretazione di Marina Cooper, ruolo che interpreta dal 2004 nella celebre soap opera statunitense Sentieri (Guiding Light).